# ハロゲンヒーター

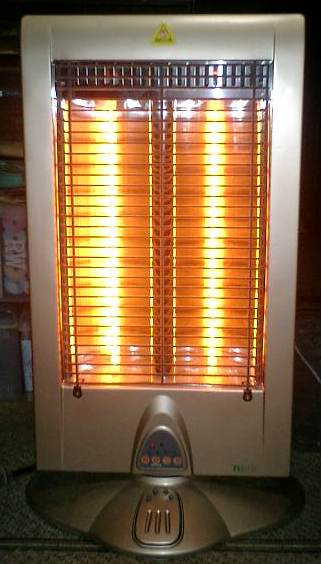
ハロゲンヒーター

ハロゲンヒーターは、電気ストーブの一種。発熱体にハロゲンランプを用いるものを指す。

## 解説
電気をエネルギー源とする、安全簡便で即暖性が高い暖房器具の一つである。ハロゲンランプから発生される放射熱によって暖をとる。発熱体にランプを使用しているため、電源を入れて数秒で暖まるのも特長である。換気や給油など不要であるがランプが露出しており埃の蓄積が避けられず、埃に引火して発火したりランプが爆発する恐れがあるため清掃が必要である。器具が転倒した際に引火による火災を防ぐために、ほとんどの器具で器具が傾いたときには自動的に消灯する安全装置が装着されている。
ハロゲンヒーターは空気を直接暖めるわけではないので、部屋全体を暖めるのには不向きである。ハロゲンヒーターが向いていない場所の空間は暖まりにくく、基本的に個人に直接向けて使用する局所暖房と考えたほうが良い。部屋全体を暖めるのにはエアコン、石油ストーブやガス・石油ファンヒーターの方が適している。また石油暖房やガス暖房には劣るもののハロゲンヒーター以前に電気ストーブの主流であった石英管式ストーブの方が輻射熱を発するため、より低電力で広範囲を暖めることができる。またハロゲンランプの放射スペクトルは可視領域へかなり伸びているため、眩しく感じられることがある。
形状としては扇風機のようなパラボラタイプが多く、他にタワータイプ、長方形（横長、縦長）タイプなどがあり左右に首振り運転ができるものが多い。これらは扇風機の生産ラインを活用することにより開発製造費を抑える効果が高いためであり、安価な暖房器具として普及している。
2006年現在では、数秒で人体が温まるという特性はハロゲンヒーターだけのものではなく、他の多くの電気ヒーターにも備わっている。これらの電気式暖房は必要とするW（ワット）が多く必要であり、契約アンペアによって他の電気機器使用を含めた制約が発生しやすい。

## 特徴
ハロゲンヒーターは放射による伝熱を暖房に用いる器具である。ハロゲンランプから放射される光は近赤外線領域の900nmから1,600nm付近にピークをもつ。近赤外線領域での水分子の吸収スペクトルは960nm付近をピークに近赤外線領域を広く覆っているため、ハロゲンランプから電磁波の形で放射されたエネルギーが効率よく水分子に吸収される。水分子に吸収されたエネルギーは最終的に熱振動に変換され照射された物体、すなわちこの場合は水分を含む人体が加熱され、暖房としての役割が果たされる。放射を伝熱に用いる関係上、暖房が及ぶ範囲はヒーターを見通せる範囲（距離が離れる毎に能力は減少）に限られる。このため、局所暖房として用いるのが普通である。また他の暖房器具より比較的消費電力が大きく、ほとんどの機種が小部屋用エアコン以上に電気を使用する。2007年冬時点でより効率の良いカーボンヒーターに取って代わられ、家電量販店の売り場ではハロゲンヒーターはあまり見かけられなくなっている。

## 問題点
国民生活センターは、2008年11月に「製品の不具合が目立つハロゲンヒーター」という文章名で情報提供をしている。社告対象製品の回収漏れにより火災が発生した事例や品質に関する消費者からの苦情について事例を挙げ、業者への改善要望および使用者への注意事項が記載されている。また、『ニュースウオッチ9』では可燃物の近くに置かれたハロゲンヒーターから出火する事例を実験映像を交えて報道した。このような報道等が、ハロゲンヒーターを売場で見かけられなくなった理由の1つとして考えられる。

## 使用上の注意
前述のように、特にパラボラ型は反射板の埃に引火する可能性があるため定期的に清掃することが推奨される。また、身体の同じ部位を暖めすぎると低温熱傷を起こす恐れがある。特に顔を近づけると眼球等の水分を多く含んだ部位が加熱されやすいため、長時間の照射は避けた方が望ましい。